# 萊西德倫島
62°26′10″S 60°08′55″W / 62.43611°S 60.14861°W

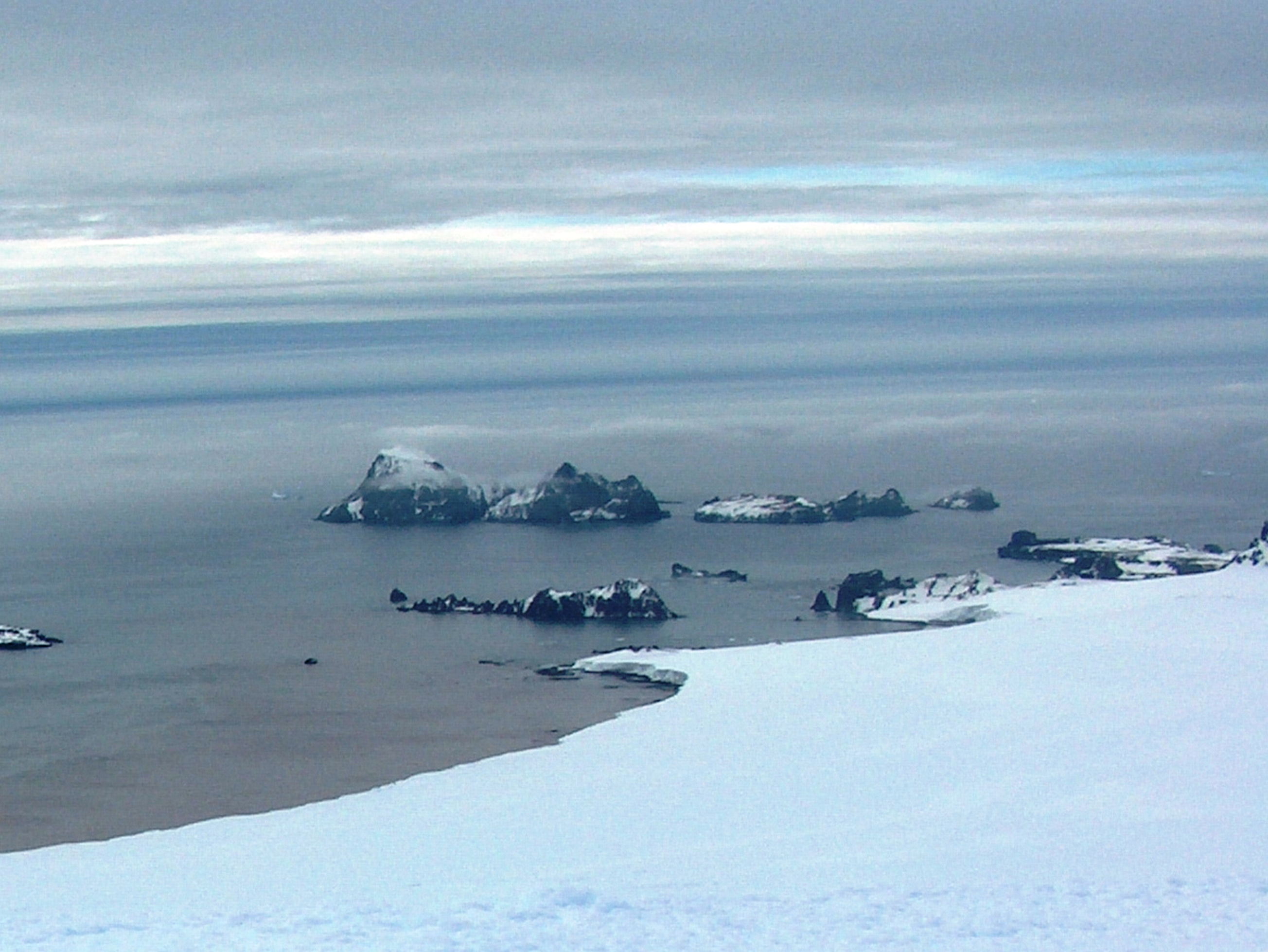

萊西德倫島是南極洲的島嶼，屬於澤德群島的一部分，長0.8公里、寬0.6公里，面積0.33平方公里，島上無人居住，該島嶼受南極條約管治。

## 外部連結
- Lesidren Island. （页面存档备份，存于）